# Велико гробље Парице у Новом Пазару
Велико гробље Парице у Новом Пазару је просторно највеће новопазарско гробље које је још увек активно. Гробље је заштићено као споменик културе од 1972. године.

## Положај и изглед
Гробље Парице је просторно највеће гробље у Новом Пазару на коме се налази највећи број надгробних споменика који припадају савременом добу. На основу остатака три скупине старих нишана и њихове форме, закључује се да је гробље активно још од XVI века. Нишани су веома богате и занимљиве обраде са различитим геометријским мотивима и розетама. Најстарији нишани рађени су без турбана по угледу на скопљанске нишане који потичу из XVI века. Остали нишани су рађени по угледу на цариградски тип. На гробљу се налази и гроб Мула Арапова са великим саркофагом и исклесаним тубастим иницијалима што је карактеристика XVI века.
Посебно занимљив је споменик који на врху има јединствени облик турбана у форми гљиве. Са обе стране споменик је украшен розетама у правоугаоним пољима са преломљеним луком. Споменик, али пре свега гроб, чини целину са суседним гробом. Оба гроба су омеђани каменим квадерима па се верује да су се налазили у оквиру турбета.